# Robert Michell (MP por Petersfield)
Robert Michell (10 de abril de 1653 - 1 de agosto de 1729) foi um MP de Petersfield durante o final do século XVII e início do século XVIII.
Michell nasceu em Warnham, filho de Edwin Michell e Mary, nascida Middleton. Em 12 de agosto de 1675 ele casou-se com Margaret White; eles tiveram dois filhos. Mary morreu em maio de 1679, e mais tarde ele casou-se com Jane Bold, filha de Arthur Bold, MP. Teve ainda uma terceira esposa, Theodosia Montagu, filha de George Montagu, MP.